# 機械哥吉拉

《機械哥斯拉的逆襲》（1975）中的機械哥斯拉

機械哥斯拉（日文：メカゴジラ，英文為Mechagodzilla）是哥斯拉系列電影中出現的虛構機器人。它是以哥斯拉外型為範本打造出的機械怪獸，儘管每次出場設定都會改變，但是它的設計初衷無一例外都是剋制，並擊敗哥斯拉。機械哥斯拉是哥斯拉系列電影中其中一個最標志性的怪獸，也是哥斯拉最具威脅性的宿敵之一。機械哥斯拉在哥斯拉系列中出場過數次，第一次登場是1974年的《哥斯拉對機械哥斯拉》，在《哥吉拉VS金剛》中也出現過。

## 登場電影
1. 哥吉拉對機械哥吉拉（1974年）
2. 機械哥吉拉的逆襲（1975年）
3. 哥吉拉vs機械哥吉拉（1993年）
4. 哥吉拉×機械哥吉拉（2002年）
5. 哥吉拉×摩斯拉×機械哥吉拉 東京SOS（2003年）
6. 一級玩家(2018年）
7. 哥斯拉 (動畫電影)（2018年）
8. 哥吉拉大戰金剛(2021年)

## 歷代機械哥斯拉

### 昭和時期(1974~1975)

#### 初代機械哥吉拉
- 身長:50m
- 體重:4萬噸
- 登場電影:《哥吉拉對機械哥吉拉》

熱切想要征服地球以從原本垂死行星搬過來的第三惑星人為了入侵地球，佔領地球的邪惡計劃所推進的主要兵器
火力強大的重型機械兵器，並全按照哥吉拉的樣子所設計。
甚至直接讓機械哥吉拉套上了偽裝，電影前期完全看不出來是冒牌貨，直至真的哥吉拉與其對峙時，把前者手臂皮膚撕掉一塊，顯露出發光的金屬表面。第一隻哥吉拉後退一步燒掉自己外皮，偽裝隨之脫落。雙方相互發射、攔截光線，引發大爆炸，哥吉拉受到重創消失在海裡。
第一戰兩敗俱傷，之後在單獨與西撒王對戰時，哥吉拉療傷復原後也趕來沖繩幫忙。兩個地球怪獸得以重新整理對付機械哥吉拉。結局以哥吉拉將機械哥吉拉的頭扯下並丟到海裡。
第二戰二對一就因此敗北。
全身上下由銀白色宇宙特殊鋼裝甲保護。手臂上具有紅色的"MG"圖樣，全身上下都有飛彈、雷射等武器，能夠在短時間同時展開雷射彈幕與發射大量飛彈，擁有變成飛行能力的飛行狀態。
在“偽哥吉拉 ”的狀態下無法使用上述的武裝，只能從口部噴出黃色的光線。
機械哥吉拉因為頭部被破壞而停止運作

#### 二代目機械哥吉拉(機械哥吉拉II)

《機械哥斯拉的逆襲》（1975）中的機械哥斯拉

- 身長:50m
- 體重:4萬噸
- 登場電影:《機械哥斯拉的逆襲》

黑洞第三行星人將戰敗的機械哥吉拉打撈並進行改良，他們重新改造，建造了機械哥吉拉II；同時因為前次的敗績改良成了就算頭部被拆下來後裡面還有一顆頭能繼續戰鬥。
全身依舊由宇宙特殊鋼裝甲保護裝方面，手指和腳趾飛彈的彈頭改良成了具有銳利的尖端能加強穿透傷害，手部也改良成了能夠迴轉擴大轟炸範圍。。外殼也從原本閃亮的銀色變成了鐵灰，手臂上的字樣改成了「MG2」；改良後的「機械哥吉拉II」最大的不同之處就是將它和真船信三博士的女兒-桂 其腦波連結，機械哥吉拉不會因為頭部被拆下就停止運作，在哥吉拉第二次拆下頭部後，主機仍可以有意識對著哥吉拉輸出攻擊
手臂上的"MG"圖樣也改成了藍色(而數字的2""是黃色)
機械哥吉拉因為連結被破壞而停止對哥吉拉的攻擊，而哥吉拉最後將它投入埋葬場，並且以最大火力毀了它。

### 平成時期  (1990)

#### 三代目機械哥吉拉
- 身長:120m
- 體重:
  - 合體前:15萬噸
  - 合體後:15萬482噸（超機械哥吉拉）
- 登場電影:《哥吉拉vs機械哥吉拉》

為了解決層出不窮的哥吉拉禍害，聯合國在筑波設立了聯合國G對策本部。世界菁英齊聚日本，共同研發戰鬥機器，從海底將機械王者基多拉的殘骸撈起，並分析23世紀的機器人工學，創造出終極抗G兵器-機械哥吉拉。
擁有與初代不同的柔和線條，可與一號機合體成超級機械哥吉拉，內部搭載G-Force四名成員。腹部的等離子光束收集怪獸的熱線並加強反射回去，是重創哥吉拉和拉頓的首要武器。
在成功癱瘓哥吉拉後即將獲勝之際，瀕死的火焰拉頓將自己的生命獻給了哥吉拉治癒了他的第二腦後風化，火焰拉頓風化後的粉塵溶解了機械哥吉拉表面的鑽石塗層導致無法使用等離子榴彈，
最後被哥吉拉以紅色的超鈾放射熱線擊敗。
眼部和口部都能發射雷射光束。平成機械哥吉拉的機動性可以說是三個版本當中最差的，雖然同樣具備飛行的能力但在肢體方面並不靈活，但強大的遠程多發光束攻擊足以彌補轉彎速度不快的缺點，所以戰鬥方式較為接近 移動砲台 。
外表有著「鑽石塗層」，能夠防禦哥吉拉的放射熱線，能吸收熱線的能量後從腹部的「等離子榴彈」進行收束並增幅反彈回去。雖然等離子榴彈是平成機械哥吉拉的最強武裝，但也因為需要長時間冷卻不能連續使用。
它能和戰機「翔鷹號」合體成為「超級機械哥吉拉」。它的武裝有從口部發射具有和哥吉拉的放射熱線同等威力的光束 Mega Buster，但長時間發射會造成過熱。
雙手搭載了能夠對哥吉拉進行放電的衝擊錨，首次使用時被哥吉拉以體內放射的方式讓能量逆流超載導致超級機械哥吉拉故障，第二戰時換裝改良成了G粉碎者成功破壞了哥吉拉位於腰部的第二腦將哥吉拉癱瘓
在G系列電影為少數成功擊敗過哥吉拉的對戰怪獸之一。
- 日學館出版的 G93 同名漫畫中出現過因為基多拉的意識尚存，而機械哥吉拉突然出現自主意識，摧毀一切的內容，而2021的《哥吉拉VS金剛》機械哥吉拉爆走產生意識也是致敬這段，IDW漫畫《哥吉拉 怪獸王國》也有產生過此場面。

#### 四代目機械哥吉拉(三式机竜)
- 身長:60m
- 體重:4萬噸（重装備型）、3萬6000噸（高機動型）
- 登場電影:《哥吉拉×機械哥吉拉》

以1954年被擊退的哥吉拉的骨骸，加以先端技術驅使而造的。是特生自衛隊以最新科技驅使開發的對G最終兵器。通稱機龍「KIRYU」。
初期機龍向哥吉拉對戰時，哥吉拉一個大聲咆哮，咆哮觸發了機龍原本作為同種生物間-哥吉拉時的回憶。機龍的控制系統突然失去作用，當AC-3白鷺特殊戰機欲回收機龍時，機龍突然暴走，使用它體內的飛彈攻擊八景島週邊，並沿路破壞破壞殆盡直到電池沒電了才停下來。設計機龍的科學團隊便著手修改機龍的DNA電腦系統並予其新的DNA序列，成為獨立的物種，免於受哥吉拉影響
將近片尾機龍將絕對零度炮設定在發射狀態，抱住哥吉拉再衝向海上，兩者雙雙落入海中，嚴重受損的機龍與哥吉拉也隨即浮出水面。此時的哥吉拉毫無戰意，到此成功擊退哥吉拉。
肩上配有火箭砲、背中導向飛彈、口中雷射砲等全身武器搭載，體內更藏有一瞬間能破壞所有東西的最終零度砲。
而究極武器-絕對零度砲能夠發射出攝氏負273.15度的光彈，擊中目標物後只要進行衝擊就會隨即粉碎，雖然它是机竜最強的武器，但因為需要蓄力且會消耗40%的能量，所以不能隨便使用。
由AC-3(又稱白鷺，特生自衛隊所屬的機龍專用運輸機)懸吊飛行，操作員可以在白鷺上遙控它，內臟由超級電腦處理，動作是由DNA電腦所控制，它可以做如生物般平滑的動作，

#### 四代目機械哥斯拉(三式机竜改)
- 身長:60m
- 體重:4萬噸（重装備型）、3萬6000噸（高機動型）
- 登場電影:《哥斯拉×魔斯拉×機械哥斯拉 東京SOS》

以1954年被擊退的哥吉拉的骨骸加以先端技術驅使而造的，特生自衛隊以最新科技驅使開發的對G最終兵器。通稱機龍「KIRYU」。
在與哥吉拉的初戰中DNA電腦發生暴走，在品川的決戰中失去右臂與絕對零度炮。由於而究極武器-絕對零度砲的關鍵核心-共有結合性結晶短時間內無法取得，因此絕對零度砲修復無望。於是胸口改裝為三連裝邁射砲，將右臂上裝備了4式對怪獸挖掘裝置後稱為「三式机竜·改」
《東京SOS》片尾最後在摩斯拉幼蟲雙子以蠶絲將哥吉拉包覆後，機龍覺醒了自我意識，開始無視駕駛員義人的操控自我行動，自行上前抱著哥吉拉 , 飛離東京，在仰天咆哮後抱著被蠶絲所包裹的哥吉拉衝進深達7000米的日本海溝，回歸大海長眠，結束了機龍二部曲的故事。
胸部改三連裝邁射砲，可引發共振使威力達到原來的三十倍以上
臂上裝備了4式對怪獸挖掘裝置右手可轉為電鑽。

### 新平成時期（2017-2018）

#### 機械哥吉拉城
- 身長:100m(機甲計畫提案書)
- 體重:1萬噸(機甲計畫提案書)
- 直徑：14.km公里/8.7英里 ( 機械哥吉拉城 )
- 重量:N/A
- 登場電影:《哥吉拉：決戰機動增殖城市》

頭部型以"白蟻"來對映宿敵哥吉拉 地球的設計概念"神木"，短暫地出現在哥斯拉：怪獸惑星，動漫三部曲中的第一部電影。
由人類和畢魯薩魯多星人設計和建造的 - 後者是與人類接觸試圖拯救人類的兩個外星種族之一 - 作為對抗哥吉拉的對策。
但是由於哥吉拉襲擊了建造設施，機械哥吉拉並未能成功啟動，因此機甲從未登場。雖然機械哥吉拉沒有再次出現，但在哥吉拉：決戰機動增殖城市-三部曲中的第二部電影，機械哥吉拉的 AI 的殘餘通過利用納米金屬，機械哥吉拉從巨型機器人重新建造了自己並創造用來擊敗哥吉拉的城市設施，進化成了一個有意識的大型要塞都市，恰如其名的命名為“機械哥吉拉城”。
晴生和他的部隊利用這座城市作為摧毀哥斯拉的行動基地。最後為了擊敗哥吉拉，在畢魯薩魯多星人的指揮下，機械哥吉拉城的AI打算同化掠奪者中的駕駛員製造EMP炸彈，趁哥吉拉虛弱時消滅他
馬丁教授預計機械哥吉拉最終會同化整個地球，並開始用納米金屬同化周圍和生物, 並將同化一切，最後晴生摧毀了其指揮中心，在片尾中哥吉拉徹底摧毀了這座機械都市。
在《哥斯拉：噬星者》結尾中，一些納米金屬還存在於植物人狀態的優子的體內，馬丁教授提出了提取這些納米金屬並將其應用於最後的"劫掠者Vulture"動力裝甲上，意圖想重建科技與人類文明。晴生意識到這只會重蹈 畢魯薩魯多星人 與 艾克西夫星人 的覆轍，到最後又會招來 基多拉 或 更加恐怖的存在。

晴生冒著 機械哥吉拉和 基多拉 回歸的風險，春雄帶著優子 和最後一隻"Vulture"，以自殺式攻擊將三人飛向哥吉拉，人類將以晴生從自我毀滅的錯誤中拯救出來。
機甲計畫提案書武裝部分
收束中子炮
通過頭部納米金屬板變形構成特殊砲身與發射裝置發射的荷電粒子炮。
利用中子穿透力穿透對方的外殼，熔化體內組織。
預想在5km以外的距離對哥吉拉進行攻擊並防止反擊，並輔以迅速的接近運動。
利刃發射器
通過電磁發射器將背部利刃射出，通過跟踪飛行將對方切裂的實彈攻擊，
目的是在3mk處展開彈幕進行擾亂。
超級長槍
雙臂向前高速伸出，通過極速粒子壓縮硬化形成長槍狀物體對對方進行打突·穿刺攻擊。
最大可伸長500米，刺穿對方後進行納米金屬填充·侵蝕。
模擬駕駛最大硬化時莫氏硬度和維氏硬度同時達到鑽石的十倍左右。
預想在1km處跳躍到哥吉拉上空並啟動，通過全身質量加重的超級長槍充能攻擊將體表組織貫穿，
並從尖端在對方體內釋放納米金屬，在納米金屬侵蝕時完成組織結構的瞬時分析，令哥吉拉機能停止。
尾部重擊
由尾部全體進行鞭狀運動施展的切斷供給。
通過扭動上半身運動使尾部末端的速度達到超音速，
通過等離子推進器對其運動進行進一步加速，並將尾部變形成刀刃狀，
通過刀刃高速往返運動的複合效果進行刀刃切割和衝擊波粉碎。
納米金屬禮裝散佈型熱能緩衝層
在半徑300米的周圍空間中散佈納米金屬粒子，進行能量武器的擴散防禦。
推算能量擴散率可達九成，也可防禦實彈攻擊。
疊層耐熱裝甲板

機械哥吉拉外殼各部瞬時變形產生的防御手段，預計在5km的距離使胸部裝甲變形，配合熱能緩衝層防禦熱線。

### 令和時期（2019-至今）

#### 機器哥吉拉（RobotGodzilla）
身長:未知
體重:未知
登場影集:《哥吉拉 奇異點》
造型和初代的機械哥吉拉一致，部分細節和使用哥吉拉骨骸的設定則明顯致敬第三代機械哥吉拉機龍。
舊嗣野地區管理局地下室的巨型哥吉拉骨骸，被分裂的「SHIVA」組織的海建宏帶人突襲並回收，隨之投入巨型生物機器人充當骨架。
機器哥吉拉是以片尾彩蛋的形式出現，最後在麥克、海建宏與疑似百歲的葦原道幸等三人的注視下建造而成。

### 致敬角色

#### 機械哥吉拉 (一級玩家)
電影由諾蘭·索倫托眾多限定裝備中的其中一件，因為與眾多的獵蛋者展開決戰，於是諾蘭索性化身機械哥吉拉，是遊戲的最終也是最後的boss。
這個版本的機械哥吉拉依照2014版哥吉拉原型設計, 能使用類似2014版哥吉拉的原子呼吸的藍色火焰。火焰強大到足以削弱高達和鐵巨人；可以無數量的使用手指飛彈，甚至也有相當的肉搏能力。
機械哥吉拉使用他的肉搏能力和火焰噴射器輕易壓制並重創阿蘇化身的鐵巨人。然後與敏郎化身的RX-78-2戰鬥。原本在這裡機械哥吉拉因沒有時間限制穩佔上風(敏郎化身的RX-78-2因更神器（artifact）時效限制只有兩分鐘)，卻被莎曼珊·庫克扔進控制室的炸彈炸毀，摧毀了這個恐怖的機械怪物。
- 小說版則是完成玉鑰任務的每個參賽者，都可以在幾百個大型機器人中選一個當作自己的過關獎勵；諾蘭·索倫托選擇的是機械哥吉拉
- 小說中被超人力霸王擊敗，電影中則是被塵腦球炸彈（英语：Madballs）炸毀頭部

（原版小說是以四代機械哥吉拉（機龍）現身作為彩蛋）

### 傳奇版怪獸宇宙

#### 傳奇版機械哥吉拉
- 身長:121.92m
- 體重:15.6萬噸
- 登場電影:《哥吉拉大戰金剛》

哥斯拉傳奇宇宙世界觀中繼基多拉後最强大的反派，是“頂級神經機械企業”為了讓人類取代以哥斯拉爲首的一衆泰坦，重新回到地球頂級掠食者之位而創造的究極兵器。身爲怪獸之王哥斯拉的“替代品”，機械哥斯拉在形象設計上參照了它，然而卻通體散發與哥斯拉的藍色完全相反的紅光。其銀灰色的身軀方方正正，具有濃烈的人類機械和工業風格。只爲戰鬥而生的它在作爲人類的工具時渾身都是殺器，在泰坦之中所向披靡；在作爲暴走的泰坦時暴虐無道，會成爲比基多拉更加恐怖的獸王。
機械哥斯拉的作戰能力無疑立於泰坦之巔。近戰方面，它通曉格鬥技，其粗壯的四肢能打出力技并存的連擊；鉗狀的雙爪能緊緊鉗制敵人絕不鬆脫；帶有鑽頭的長尾靈活之餘一刺便足以致命。遠程方面，除了在肩胛部位搭載的兩臺導彈發射器外，機械哥斯拉可以從口腔發射亮紅色的“質子尖嘯”，威力甚至凌駕於哥斯拉的絕技“原子吐息”，一擊就將它嚴重燒傷。此外，它背部搭載的六臺火箭推進器還能大幅强化其爆發力和敏捷性，使它在對付任何泰坦時都佔盡便宜。
機械哥斯拉在位於香港太平山內部的頂尖神經機械企業總部建造完成，由基多拉的頭骨組裝的電腦主機與駕駛員進行神經聯結來操作，並以殺死企業培育的骷髏爬行者來進行測試。在測試時它一度因能源供給不足而停止運作，後來頂尖企業靠複製地心神秘能源後解決了這個問題。然而，機械哥斯拉在獲得地心能源后暴走，將頂尖企業的總裁及駕駛員先後殺害，然後脫離總部在香港市區大搞破壞，並正好碰到剛剛擊敗金剛的哥斯拉。因爲基多拉的影響，機械哥斯拉混亂的意識裏對哥斯拉有一腔怒火，哥斯拉對能威脅自身地位的强者也是必須擊敗，兩者旋即開戰。機械哥斯拉在搏鬥中取得壓倒性優勢，然而卻在即將殺死哥斯拉時被趕來支援的金剛打斷，隨即調整狀態在一對二的情況下依舊處於上風。在機械哥斯拉即將殺死金剛之際，它位於總部連接自身系統的控制台被傾倒了酒水，導致它出現故障並暫時停止了行動，從而被金剛抓住破綻用充了能的戰斧猛烈反擊，其肢體被卸下，頭顱被扯斷，這位橫空出世的新暴君也就此隕落。